# لي سايجن
كان لي سايجن Li Shizhen (3 يوليو 1518 - 1593)، اسم مجاملة Dongbi، معالجًا صينيًا للوخز بالإبر، وأخصائيًا بالأعشاب، وعالمًا طبيعيًا، وعالمًا في الصيدلة، وطبيبًا، وكاتبًا من سلالة مينج. وهو مؤلف عمل مدته 27 عامًا، موجود في «خلاصة وافية للمواد الطبية» (Bencao Gangmu (بالصينية: 本草綱目)، وقد طور عدة طرق لتصنيف مكونات الأعشاب والأدوية لعلاج الأمراض.
الخلاصة عبارة عن نص طبي يحتوي على 1892 إدخالًا، مع تفاصيل حول أكثر من 1800 دواء (الطب الصيني)، بما في ذلك 1100 رسم توضيحي و 11000 وصفة طبية. كما وصف النوع والشكل والنكهة والطبيعة والتطبيق في علاج الأمراض لـ 1094 عشبة. تمت ترجمة الكتاب إلى عدة لغات. تضمنت الأطروحة العديد من الموضوعات ذات الصلة مثل علم النبات وعلم الحيوان وعلم المعادن. خمسة إصدارات أصلية لا تزال موجودة.